# Districte de Wittmund
El Districte de Wittmund (en alemany Landkreis Wittmund) és un districte alemany (districte) en l'estat federal de Baixa Saxònia (Alemanya). La capital de districte és Wittmund i forma part de la Frísia Oriental. Limita a l'oest amb el districte d'Aurich, al nord el districte té la costa del Mar del Nord, a l'est limita amb el districte de Friesland i al sud té una petita fontera amb el districte de Leer. La capital de districte és la ciutat de Wittmund.

## Geografia
El districte està situat en la comarca del Festland a banda i banda de les illes Frisones orientals Langeoog i Spiekeroog. Una gran part del districte es troba en la comarca històrica de Harlingerland.

## Composició del Landrate
- CDU - 18 escons (44,34%) (2001: 19 escons)
- SPD - 18 escons (42,44%) (2001: 20 escons)
- Aliança 90/Els Verds - 2 escons (4,02%) (2001: 1 escó)
- FDP - 1 escó (3,84%) (2001: 1 escó)
- FWG - 1 escó (1,92%) (2001: 1 escó)
- BFB - 1 escó (1,53%) (2001: 0 escons)
- Das Linksbündnis - 1 escó (1,88%) (2001: 0 escons)

## Composició de Districte
Dades procedents de l'enquesta de població de 30 Juny de 2005.

### Municipis

Municipis del districte de Wittmund

1. Friedeburg (10.658)
2. Langeoog (2.028)
3. Spiekeroog (828)
4. Wittmund, ciutat (21.374)

### Municipis conjunts
| - 1. Municipi conjunt d'Esens (14.016) 1. Dunum (1.114) 2. Esens, Stadt * (6.894) 3. Holtgast (1.706) 4. Moorweg (873) 5. Neuharlingersiel (1.077) 6. Stedesdorf (1.667) 7. Werdum (685) | - 2. Municipi conjunt d'Holtriem (9.013) 1. Blomberg (1.502) 2. Eversmeer (909) 3. Nenndorf (694) 4. Neuschoo (1.228) 5. Ochtersum (959) 6. Schweindorf (667) 7. Utarp (664) 8. Westerholt * (2.390) |